# Rio Arghiș
O Rio Arghiş é um rio da Romênia afluente do rio Bozolnicu, localizado nos distritos de Cluj e Sălaj.